# Амери-Корпус

Эмблема Амери-Корпуса

Амери-Корпус это федеральная правительственная программа США, созданная при Президенте Клинтоне Законом о национальных и общественных трестах служения 1993 года, и позже расширилась на 50 % при Президенте Буше. Деятельность разнообразна, начиная от государственного образования, заканчивая уборкой окружающей среды.
Амери-Корпус является подразделением Корпорации государственной и муниципальной службы. Программа Корпорации государственной и муниципальной службы, позволяющая гражданам участвовать в работе местных и национальных общественных организациях, напр., в «Красном кресте»; служба по данной программе предполагает выплату небольшого довольствия на проживание и позволяет получить некоторые средства на обучение. Более 85000 членов присоединяется к Амери-Корпусу ежегодно, что в общем составило более 500000 членов с 1994 года.

## Программы Амери-Корпуса

### Амери-Корпус ВИСТА
Амери-Корпус ВИСТА или Волонтеры в служении Америке Volunteers in Service to America (VISTA) был основан в 1965 году как отечественный вариант Корпуса мира. Программа слилась с Амери-Корпусом и была переименована в Амери-Корпус Виста с образованием Амери-Корпуса в 1993 году. ВИСТА предоставляет волонтеров с полным рабочим днем неправительственным, религиозным и другим общественным организациям с целью создания и расширения программ, которые в конечном итоге должны будут вырвать из бедности малоимущие слои населения. В данный момент имеется более 5000 членов ВИСТА, работающих в 1200 программах Висты по всему миру.

## Членский обет
Здесь приводится текст обета, который дают члены Амери-Корпуса, обещая брать на себя все тяжести их ноши:
Я буду доделывать все до конца ради Америки — чтобы сделать наш народ безопаснее, умнее, здоровее.
Я сближу американцев для укрепления нашего общества.
Столкнувшись с конфликтом, я буду искать общее, что нас объединяет.
Столкнувшись с трудностями, я буду упорно продолжать.
Я буду исполнять данное обещание этот и последующие годы.
Я член Амери-Корпуса, я буду всё доделывать до конца.